# Lijst van nationale parken in Madagaskar

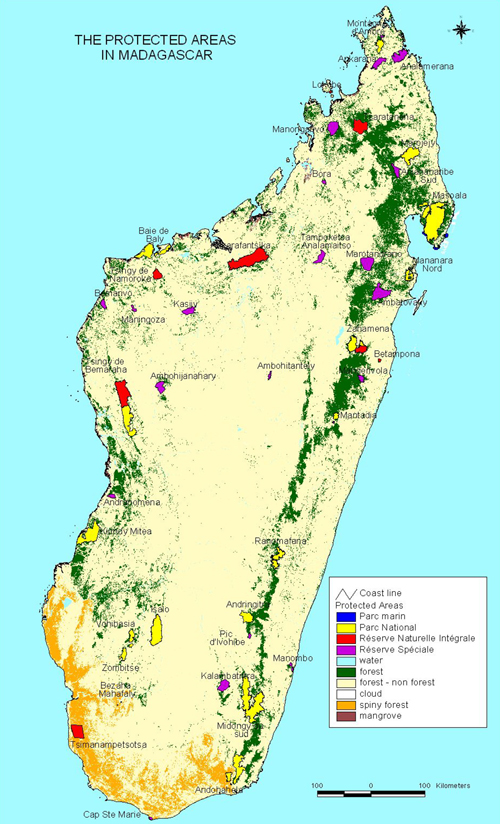
De nationale parken en reservaten van Madagaskar

Madagaskar telt 21 nationale parken, 5 natuurreservaten en 21 wildreservaten, sinds 1990 beheerd door Madagascar National Parks.

## Nationale parken
| Nationaal Park     | Stichtingsjaar | Grootte (km²) |
| ------------------ | -------------- | ------------- |
| Andohahela         | 1997           | 760,20        |
| Andringitra        | 1999           | 311,60        |
| Ankarafantsika     | 1927 (2002)    | 1350,00       |
| Ankarana           |                | 182,25        |
| Baie de Baly       | 1997           | 571,42        |
| Isalo              | 1999           | 815,40        |
| Kirindy Mitea      | 1977           | 722,00        |
| Mananara Nord      | 1989           | 230,00        |
| Mantadia           | 1989           | 154,80        |
| Marojejy           | 1998           | 600,50        |
| Masoala            | 1997           | 2405,20       |
| Midongy Befotaka   | 1953/1997      | 1921,98       |
| Montagne d'Ambre   | 1958           | 182,00        |
| Ranomafana         | 1991           | 416,01        |
| Tsimanampesotse    | 1927           | 432,00        |
| Tsingy de Namoroka | 1966           | 222,27        |
| Zahamena           | 1927 (1997)    | 423,00        |
| Zombitse Vohibasia | 1997           | 363,00        |

## Nationale parken (marien)
| Nationaal Park (marien) | Stichtingsjaar | Grootte (km²) |
| ----------------------- | -------------- | ------------- |
| Mananara Nord           |                | 10,00         |
| Sahamalaza              |                | 260,35        |

## Natuurreservaten
| Natuurreservaat    | Stichtingsjaar | Grootte (km²) |
| ------------------ | -------------- | ------------- |
| Tsingy de Bemaraha | 1997           | 723,40        |
| Betampona          |                |               |
| Lokobe             |                |               |
| Tsaratanana        |                |               |
| Zahamena           |                | 221,00        |

## Wildreservaten
| Wildreservaat           | Stichtingsjaar | Grootte (km²) |
| ----------------------- | -------------- | ------------- |
| Ambatovaky              |                |               |
| Ambohijanahary          |                |               |
| Ambohitantely           |                |               |
| Analamerana             |                |               |
| Andasibe Analamazaotra  |                |               |
| Andranomena             |                |               |
| Anjanaharibe Sud        |                |               |
| Bemarivo                |                |               |
| Beza Mahafaly           |                |               |
| Bora                    |                |               |
| Cap Sainte Marie        |                |               |
| Forêt d'Ambre           |                |               |
| Ivohibe                 |                |               |
| Kalambatritra           |                |               |
| Kasijy                  |                |               |
| Mangerivola             |                |               |
| Maningoza               |                |               |
| Manombo                 |                |               |
| Manongarivo             |                |               |
| Marotandrano            |                |               |
| Tampoketsa Analamaintso |                |               |